# Juan Espata
Juan Espata (en albanés: Gjin Bua Shpata o Gjon Bua Shpata; fl. 1358-29 de octubre de 1399) fue un gobernante albanés en el oeste de Grecia con el título de déspota. Junto con Pedro Losha, dirigió incursiones en Epiro, Acarnania, y Etolia en 1358. Fue reconocido como déspota por el emperador rival de Serbia, Simeón Uroš, a principios de la década de 1360 y gobernó Etolia (años 1360-¿?), Angelokastro (1359-1399), Lepanto (1378-1399), y Arta (años 1370-1399). 

## Biografía

### Origen
La palabra espata significa «espada» (en albanés: shpatë, del griego spatha), por lo tanto, Hammond cree que era llamado «Juan Espada». La genealogía de Karl Hopf sobre la familia Espata es «totalmente inexacta»; pero según ella, su padre era Pedro, el señor de Angelokastro y Delvina (1354) durante el reinado del emperador serbio Esteban Dušan (reino entre 1331 y 1355). Se sabe que Espata tenía un hermano, Esguro Espata.
La ola de migración en Epiro y Tesalia en la primera mitad del siglo xiv incluía albaneses y valacos; los historiadores albaneses lo consideran albanés, mientras que un origen valaco (arumano) también es propuesta por los historiadores; el historiador croata Milan Šufflay (1879-1931) habló de una simbiosis albano-arumano en el Pindo, y discutió la nacionalidad de Losha, Bua y Espata.

### 1358-1371
En la primera mitad del siglo xiv, mercenarios, invasores e inmigrantes inundaron Grecia (incursionaron en Tesalia entre 1325 y 1334). Estos eran conocidos en griego como albaneses, dado su lugar de origen, pero que también incluía valacos. En 1358, los albaneses y valacos invadieron Epiro, Etolia, Acarnania y, posteriormente establecieron dos principados bajo sus jefes, Juan Espata y Pedro Losha.
Nicéforo II Orsini lanzó una campaña contra los invasores albaneses, y también hizo frente a la amenaza de Radoslav Hlapen al norte. Negoció con Simeón Uroš, probablemente para evitar que los aliados albaneses de Simeón apoyaran a sus semejantes en Epiro. Las negociaciones fueron frustradas por la muerte de Nicéforo, que murió combatiendo contra los albaneses en Aqueloo (1359). 
Simeón Uroš, el emperador titular de Serbia, reconoció a Juan Espata como déspota y gobernante de Etolia a principios de los años 1360.

### 1371-1380
El déspota de Ioánina, Tomás Preljubović, había prometido en matrimonio a su hija con el hijo de Losha en 1370, satisfaciendo a los albaneses y poniendo fin al conflicto entre ellos. En 1374, sin embargo, Pedro Losha murió de peste en Arta, después de lo cual Juan Espata tomó la ciudad. En este tiempo no estaba obligado con Tomás por ningún acuerdo, y así puso sitio a Ioánina y devastó el país. Tomas trajo la paz cuando su hermana Helena se casó con Espata en 1375. Sin embargo, los ataques a Ioánina continuaron por los malacasios, que fueron derrotados dos veces por Tomás en 1377 y 1379. 
En 1376 o 1377, Espata conquistó Lepanto; para esta época controlaba Arta y gran parte del sur Epiro y Acarnania. Los aqueos y Caballeros Hospitalarios de Juan Fernández de Heredia comenzaron su invasión de Epiro, moviéndose al territorio de Juan Espata, tomando Lepantl, y luego Vonitsa en Acarnania (abril de 1378). Sin embargo, Espata logró capturar a Heredia, terminando así con su campaña; fue nuevamente señor de Lepanto para 1380. En mayo de 1379, Juan Espata devastó nuevamente la ciudad de Ioánina.  
En 1380, Tomás hizo una ofensiva con la ayuda de los turcos hasta llegar a la parte superior del río Kalamas, donde sin embargo, los albaneses se mantuvieron firmes.

### 1381-1399
En 1385 Tomás Preljubović fue asesinado por algunos de sus guardaespaldas. Juan atacó Ioánina, pero no consiguió sobrepasar las defensas establecidas por Esaú de Buondelmonti. Los dos hicieron la paz, pero pronto volvió al conflicto. En 1386, Esaú obtuvo la ayuda militar otomana. Los otomanos eran, después de la batalla de Kosovo (1389), incapaces de ayudar a Esaú, por lo tanto, los albaneses aprovecharon la oportunidad y atacaron los alrededores de Ioánina en el verano. Los malacasios luego atacaron el territorio, después de lo cual llegaron a establecer una alianza con Espata. Esaú luego se alió con el César de Tesalia (Alejo o Manuel Ángelo), que derrotó a los albaneses, probablemente Espata y los malacasios, después de aquel año.  
En 1396, Esaú se casó con la hija de Juan Espata, Irene. 
Espata murió el 29 de octubre de 1399, bajo la continua presión de Preljubović y Carlo I Tocco, cuyo hijo se convertiría en el siguiente déspota de Epiro.

### Legado
El académico Richard Hutchinson distingue que el héroe épico griego Drakokardhos («corazón de dragón»), señor de Patras, fue inspirado en los albaneses del siglo xiv y Juan Espata o los turcos de la época. Luego el académico albanés Gjergji Suka distingue el origen de algunas leyendas y canciones épicas de los eslavos meridionales (Jovan i divski starešina, Marko Kraljević i Đemo Brđanin, Jana i Detelin voyvoda) y albaneses, como Zuku Bajraktar, Dedalia dhe Katallani, Çika e plakut Emin agë vret në duel Baloze Delinë, y en el poema respecto a Espata y la batalla de Arta en 1378. Los dos enemigos de Juan, Juan Fernández de Heredia y la reina Juana I de Nápoles, son recordados en la memoria colectiva de los Balcanes.

### Matrimonio y descendencia
Juan Espata se casó con Jelena, una hija del magnate serbio Preljub (1312-1355) y hermana de Tomás Preljubović. Se sabe que tuvo la siguiente descendencia:
- Irene, casada (antes de abril de 1381) con Marquesano de Nápoles, barón moreota, bailío de Acaya.
- Irene, casada con Esaú de Buondelmonti en 1396. Esaú era el déspota de Ioánina.
- Una hija desconocida, casada con Juan Zenevisi.